# Jean-Michel Djian
Pour les articles homonymes, voir Djian.
Jean-Michel Djian, né le 1er novembre 1953 à Saint-Brieuc, est un journaliste et politologue français.

## Biographie
Jean-Michel Djian fait ses études à l'université de Bourgogne, où il obtient un doctorat de troisième cycle en sciences politiques consacré à « l’Innovation culturelle et l’État »[réf. nécessaire]. Il entame en 1985 une carrière de journaliste, puis devient en 1995 rédacteur en chef du Monde de l'éducation et de la culture.

### Carrière de journaliste
Chargé de mission au ministère de la Culture entre 1981 et 1985, il fonde cette même année « Eurocréation », l’Agence européenne des jeunes créateurs, qu’il dirige pendant six ans.[réf. nécessaire]
En 1991, il crée le DESS de « Management culturel européen » puis, en 2000 le master « Coopération artistique internationale » à l’université Paris-VIII, dont il est le directeur en qualité de professeur associé jusqu’en 2011.
Parallèlement, en tant que rédacteur en chef du Monde de l’éducation, il crée avec Edgar Morin « le Prix le Monde de la Recherche universitaire » en 1997, qui récompense chaque année dix thèses francophones et en permet la publication aux Presses universitaires de France.[réf. nécessaire]
Il collabore régulièrement comme éditorialiste à Ouest-France, chroniqueur à La Croix et au Monde Magazine.
Jean-Michel Djian est aussi écrivain, auteur de plusieurs ouvrages littéraires et de nombreux essais.

### Premiers pas à la radio
Il crée en  2011 France Culture Papiers et devient le rédacteur en chef de cette première radio à lire. Sur ce même média, il produit avec Mazarine Pingeot La part d’enfance, une émission sur la jeunesse. Il est l’un des producteurs de l’émission À voix nue, consacrée à des entretiens avec des personnalités artistiques ou politiques.[réf. nécessaire]

### Réalisateur de film documentaire
Avec Joël Calmettes, il réalise en 2002 un documentaire de 90 minutes chez Morgane Production intitulé : Culture, une affaire d’État - la Cinquième république des affaires culturelles et en novembre 2004, La Diplomatie gaulliste sous la Cinquième République. Tous ces documentaires seront diffusés sur France 5.
Pour TV5, Le couple inséparable, la France et l’Afrique sous la Ve République en 2005, ainsi que le Roman Dumas en 2006 pour Public Sénat.
En mars 2009, il achève un film documentaire de 52 min aux Films d’Ici, De Gaulle, la fin d’un règne pour Public Sénat et TV5, en collaboration avec l’Ina, et diffusé en juin. Et en 2013, Ministre ou rien pour France 3, une saga de 21 ministres qui racontent l’exercice du pouvoir sous la Ve république.
En 2014, il réalise Arthur Rimbaud, le Roman de Harar, de 52 minutes, pour France 3, produit par les Films d’ici avec une version radiophonique pour France Culture.
En 2017, Hollande le mal-aimé pour France 3 produit par Ciné TV.
Enfin en novembre 2018, Jean-Michel Djian crée le premier festival international du film politique : « Politikos ».

## Publications
- Les Métiers du spectacle. Théâtre, musique, danse, art lyrique, cirque et cinéma, Ivry-sur-Seine, France, Le Monde éditions, 1995, 125 p.  (ISBN 2-501-02199-1)
- La Politique culturelle, Ivry-sur-Seine, France, Le Monde éditions, coll. « Le Monde poche. Synthèse », 1996, 282 p.  (ISBN 2-501-02451-6)
- Le Triomphe de l’ordre. La Pensée tuée par l’école, Paris, Éditions Flammarion, 2000, 200 p.  (ISBN 2-08-068025-0)
- Politique culturelle. La Fin d’un mythe, Paris, Éditions Gallimard, coll. « Le Monde actuel », 2005, 196 p.  (ISBN 2-07-030098-6)
- Léopold Sédar Senghor. Genèse d’un imaginaire francophone, suivi d’un Entretien avec Aimé Césaire, Paris, Éditions Gallimard, 2005, 193 p.  (ISBN 2-07-077601-8)
- Aux arts citoyens ! De l’éducation artistique en particulier, Paris, Homnisphères, coll. « Savoirs autonomes », 2008, 90 p.  (ISBN 2-915129-38-X)
- Éloge du rot. Petit traité spécialisé à l’usage des hédonistes, avec Philippe Djian, dessins de Philippe Geluck, Paris, La Maison du dictionnaire, 2008, 59 p.  (ISBN 978-2-85608-224-9)
- Vincennes. Une aventure de la pensée critique, dir., Paris, Éditions Flammarion, 2009, 191 p.  (ISBN 978-2-08-122437-7)[3]
- Ahmadou Kourouma, Paris, Éditions du Seuil, 2010, 238 p.  (ISBN 978-2-02-098488-1)[4]
- 21 juin. Le Sacre musical des Français, Paris, Éditions du Seuil, 2011, 215 p.  (ISBN 978-2-02-104373-0)
- Dictionnaire des citations francophones, Paris, Éditions JC Lattès, coll. « Essais et documents », 2011, 150 p.  (ISBN 978-2-7096-3683-4)
- Les Manuscrits de Tombouctou, Paris, Éditions JC Lattès, 2012, 183 p.  (ISBN 978-2-7096-3954-5)[5]
- La Part d’enfance. 24 entretiens, avec Mazarine Pingeot, Paris, Éditions Julliard, 2013, 531 p.  (ISBN 978-2-260-02100-1)
- Ministre ou rien. Confidences et règlements de comptes au sommet de l’État, Paris, Éditions Flammarion, coll. « Docs, Témoignages », 2013, 225 p.  (ISBN 978-2-08-133274-4)
- Solitudes du pouvoir, Paris, Éditions Grasset et Fasquelle, 2015, 162 p.  (ISBN 978-2-246-85380-0)
- Les Rimbaldolâtres, Paris, Éditions Grasset et Fasquelle, 2015, 118 p.  (ISBN 978-2-246-85836-2)
- L'Utopie citoyenne. Une histoire républicaine de la Ligue de l’enseignement, Paris, Éditions  de La Différence, 2016, 192 p.  (ISBN 978-2-7071-8861-8)
- Illich l'homme qui a libéré l'avenir, Paris, Éditions du Seuil, 2020, 240 p.  (ISBN 978-2-02-143202-2)
- Rimbaud en feu, Paris, Éditions Actes Sud-Papiers, 2021, 56 p.  (ISBN 978-2-330-14556-9)
- Jean-Yves Le Drian - Entretiens, Rennes, Les Éditions Ouest-France, 2023, 144 p.  (ISBN 978-2-7373-8786-9)
- Éloge des loges, Paris, Éditions Autrement, 2023, 144 p.  (ISBN 9782080295163)[6]
- Rocard, l’enchanteur désenchanté, Le Cherche Midi, 2023, 153 p.  (ISBN 978-2-7491-7758-8)

## Filmographie
- 2002 : Culture, une affaire d’État : « la cinquième république des affaires culturelles »
- 2004 : La Diplomatie gaulliste sous la Cinquième République
- 2005 : Le Couple inséparable, la France et l’Afrique sous la Ve République
- 2006 : Le Roman Dumas
- 2008 : Rêver le français, écrit et réalisé avec Philippe Lavalette en 3 volets de 52 min : La fabrique des mots, Le spectacle de la langue et Le pouvoir du verbe.
- 2009 : De Gaulle, la fin d’un règne
- 2010 : Defferre, la fin d’un règne
- 2011 : Mitterrand à bout portant
- 2012 : Jean-Jacques Rousseau, musicien, l’histoire méconnue d'une passion contrariée[7].
- 2013 : Ministre ou rien
- 2014 : Rimbaud, le roman de Harar
- 2015 : La Fabrique du citoyen, une grande histoire de la ligue de l’enseignement à l’occasion de ses 150 ans
- 2016 : Élysée, la solitude du pouvoir
- 2017 : Hollande le mal-aimé
- 2018 : La Ve République vue d'ailleurs
- 2019 : Un siècle dans leur tête
- 2021 : Edgar Morin, journal d une vie
- 2023 : Moi, Michel Rocard, j'irai dormir en Corse. Documentaire, 52 min. Produit par : France 3 Corse ViaStella / Les productions du Triton.

## Décorations
- Officier de l'ordre des Arts et des Lettres. Il est élevé au grade d’officier par l’arrêté du 8 mars 2018[8].

## Distinctions
- Prix Richelieu 2023[9] remis par l'académicien et chancelier de l’Institut de France[10] Xavier Darcos